# Viktor IV (1138)
Viktor IV, född Gregorio Conti i Ceccano i Italien, var en katolsk präst som utsågs till kardinal och under år 1138 kortvarigt gjorde anspråk på påvetiteln. Han var kardinalpräst med Santi Apostoli som titelkyrka.
Viktor IV valdes den 13 mars 1138 till motpåven Anacletus efterträdare. Dock lämnade hans understödjare honom efter att ha blivit erbjudna mutor av den legitime påven Innocentius II. Bernhard av Clairvaux intervenerade och förmådde Viktor IV att den 29 maj 1138 avsäga sig sina anspråk på påvestolen.